# Cuacuilco, Zacapoaxtla
Cuacuilco är en ort i Mexiko.   Den ligger i kommunen Zacapoaxtla och delstaten Puebla, i den sydöstra delen av landet, 170 km öster om huvudstaden Mexico City. Cuacuilco ligger 2 312 meter över havet och antalet invånare är 577.
Terrängen runt Cuacuilco är huvudsakligen lite bergig. Cuacuilco ligger uppe på en höjd. Runt Cuacuilco är det ganska tätbefolkat, med 199 invånare per kvadratkilometer. Närmaste större samhälle är Teziutlan, 19,5 km öster om Cuacuilco. I omgivningarna runt Cuacuilco växer huvudsakligen savannskog.